# 고다이고 (밴드)

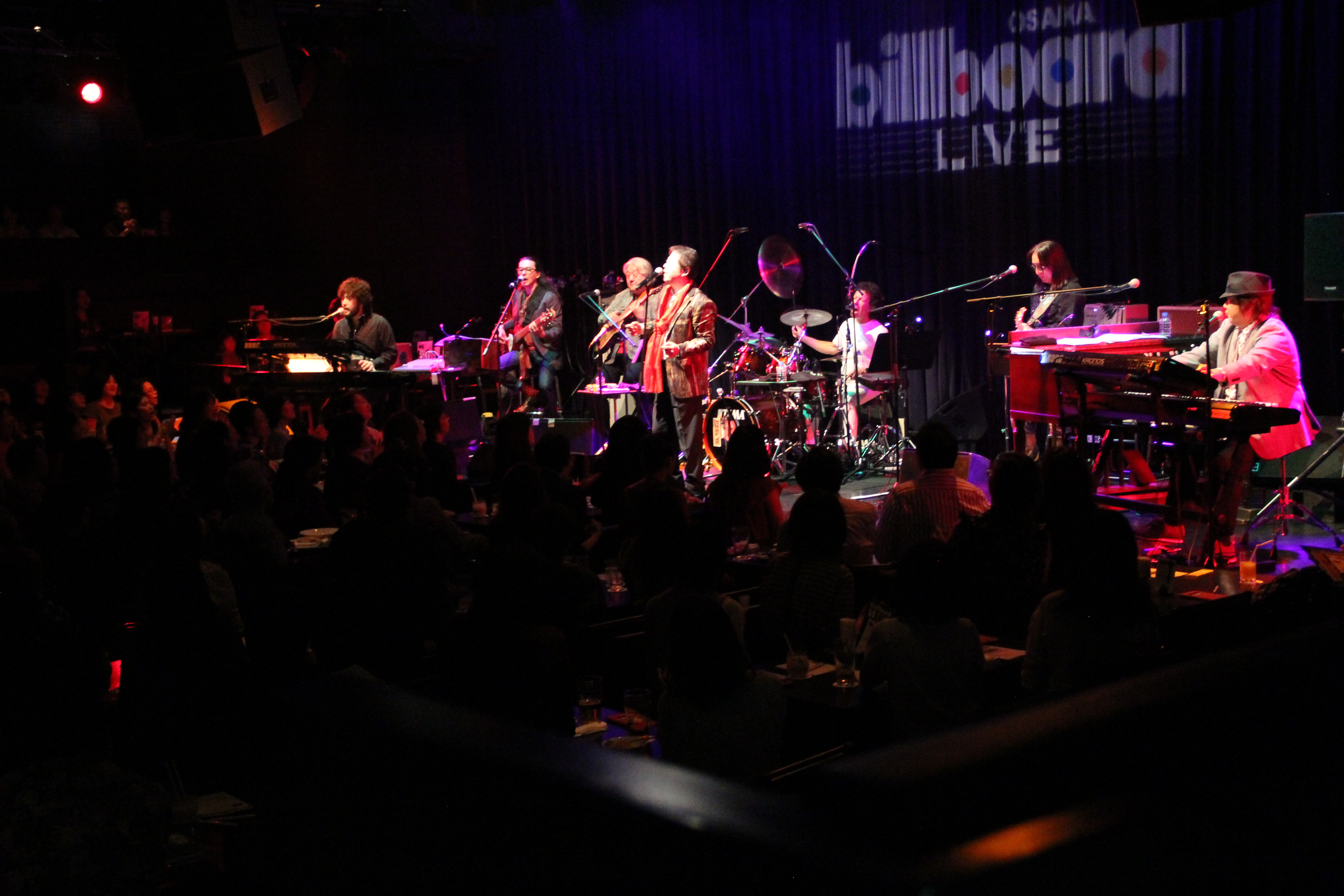

고다이고(일본어: ゴダイゴ)는 키보드리스트, 작곡가 요시노 미키, 가수 다케가와 유키히데, 기타리스트 아사노 다카미와 요시자와 요지, 베이시스트 스티브 폭스, 드러머 토미 스나이더로 구성된 일본의 록 밴드이다. 40년 이상의 경력을 갖춘 고다이고는 일본에서만 27개 싱글과 55개 앨범을 발매했으며 가사는 장시간의 나라하시 요코의 협업을 통해 영어로 다양하게 작사되었다.

## 디스코그래피

### 싱글
- 은하철도 999 (노래)

### 음반
- 하우스 사운드트랙